# Kajakarstwo na Letnich Igrzyskach Olimpijskich 1956 – C-2 10 000 m mężczyźni
Zawody w kajakarstwie klasycznym kanadyjek (C2) na dystansie 10000 m mężczyzn na Letnich Igrzyskach Olimpijskich 1956 zostały rozegrane 30 listopada 1956 r. W zawodach wzięło udział 20 zawodników z 10 państw. Zawody składały się wyłącznie z finału.

## Rezultaty

### Finał
| Poz. | Zawodnik                         | Reprezentacja     | Czas    |
| ---- | -------------------------------- | ----------------- | ------- |
| 1.   | Pawieł Charin Gracyan Botiew     | ZSRR              | 54:02,4 |
| 2.   | Georges Dransart Marcel Renaud   | Francja           | 54:48,3 |
| 3.   | Imre Farkas József Hunics        | Węgry             | 55:15,6 |
| 4.   | Egon Drews Wilfried Soltau       | Niemcy            | 55:21,1 |
| 5.   | Dumitru Alexe Simion Ismailciuc  | Rumunia           | 55:51,1 |
| 6.   | Aksel Duun Finn Haunstoft        | Dania             | 55:54,3 |
| 7.   | William Jones Thomas Ohman       | Australia         | 56:18,6 |
| 8.   | Otto Schindler Walter Waldner    | Austria           | 56:48,7 |
| 9.   | William Stevenson Thomas Hodgson | Kanada            | 56:50,2 |
| 10.  | John Haas Frank Krick            | Stany Zjednoczone | 58:30,0 |